# Craig Stutzmann
Craig Keola Stutzmann (Hilo, Hawaii, 1980. július 14. –) amerikai amerikaifutball-játékos és -edző, 2024-től a San Jose State Spartans támadókoordinátora.

## Tanulmányai és családja
A Saint Louis Schoolban érettségizett; politikatudományi alapdiplomáját 2002-ben, tanárképzői mesterdiplomáját pedig 2010-ben szerezte a Hawaii Egyetemen.
Feleségével, Barbarával egy fiuk született. Fivére Billy Ray wide receiver, támadóedző és elemző.

## Pályafutása

### Játékosként
Három szezonban a Hawaii Rainbow Warriors slotbackje volt. 2001-ben utolsó mérkőzésén a labdát a lelátóra ütötte, és utánaugrott, ezért kiállították. Később azt nyilatkozta, hogy tettét nem bánta meg, és többet kellett volna gyakorolnia, hogy magasabbra üthessen.

### Edzőként
2003-ban a Kalaheo középiskola támadókoordinátora, 2004 és 2007 között pedig a Saint Louis School versenycsapatainak edzője volt. 2008-ban a Hawaii Rainbow Warriors segédedzője, 2009-ben pedig a Portland State Vikings wide receivere volt. 2010-ben a Memphis Tigers, 2011-ben a Rhodes Lynx, 2012–2013-ban pedig a Weber State Wildcats wide receivereinek edzője volt. 2014–2015-ben az Emory and Henry Wasps munkatársa volt, majd visszatért a Rainbow Warriorshoz.
A Rainbow Warriorsnál kezdetben passzkoordinátor, majd a quarterbackek edzője volt. Felettese, Nick Rolovich lemondása után ő volt a vezetőedzői poszt egyik várományosa, de ő követte felettesét a Washington State Cougarshoz, ahol támadókoordinátor és a quarterbackek edzője lett. Mivel nem oltatták be magukat a Covid19 ellen, Rolovichot, Stutzmannt és három másik edzőhelyettest is kirúgtak.
2022 januárjában a Utah Tech Trailblazers támadókoordinátora, májusban pedig a Green Bay Packers ösztöndíjprogramjának tagja lett.
2024-ben a San Jose State Spartans támadókoordinátorává nevezték ki.

## Stratégia
Az Emory & Henry Waspsnél kidolgozta „Spread-N-Shred” nevű támadótechnikáját (az elnevezést Allan Gregory, a Bristol Herald Courier újságírója alkotta meg); lényege, hogy a támadójátékosok az ellenfél védelmének összezavarása érdekében egymástól a lehető legtávolabb helyezkednek el.

## Fordítás
- Ez a szócikk részben vagy egészben  a   Craig Stutzmann című angol Wikipédia-szócikk ezen változatának fordításán alapul.  Az eredeti cikk szerkesztőit annak laptörténete sorolja fel. Ez a jelzés csupán a megfogalmazás eredetét és a szerzői jogokat jelzi, nem szolgál a cikkben szereplő információk forrásmegjelöléseként.